# Pachycraerus princeps
Pachycraerus princeps är en skalbaggsart som beskrevs av Lewis 1898. Pachycraerus princeps ingår i släktet Pachycraerus och familjen stumpbaggar. Inga underarter finns listade i Catalogue of Life.